# S-теорема Климонтовича
S-теорема Климонтовича — даёт количественную меру для описания процессов самоорганизации в сложных нелинейных открытых системах вдали от равновесия. Была сформулирована в 1983—1984 гг. Ю. Л. Климонтовичем. Особенностью процессов самоорганизации сложных нелинейных систем вдали от равновесия является уменьшение энтропии; в отличие от равновесных или близких к ним процессов, в которых самоорганизации соответствует максимум энтропии; или стационарных потоков вблизи равновесия, для которых самоорганизации соответствует максимум энтропии и минимум производства энтропии.

## Формулировка
Степень самоорганизации сложных нелинейных систем вдали от равновесия и её зависимость от управляющих параметров определяется значением энтропии, вычисленной адекватно свойствам и кинетике этих систем. Энтропия при самоорганизации таких систем всегда уменьшается.